# Codex von Vinodol

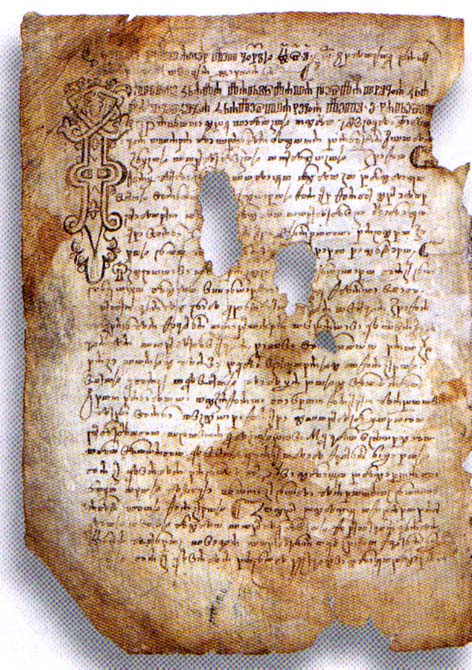
Codex von Vinodol

Der Codex von Vinodol (kroatisch Vinodolski zakonik) ist ein Vertrag von 1288 zwischen den Fürsten von Krk und Vertretern der Region im Kroatischen Küstenland.
Er ist der älteste erhaltene Rechtscodex dieser Art aus Kroatien.
Der Vertrag wurde in Novi Vinodolski von insgesamt 42 Vertretern ausgehandelt.
Er ist in einer Handschrift in glagolitischer Schrift aus dem 16. Jahrhundert erhalten.
Diese befindet sich heute in der National- und Universitätsbibliothek in Zagreb. 1933 erschien eine deutsche Übersetzung von Mark Kostrenčić.